# Atylotus albipalpus
Atylotus albipalpus är en tvåvingeart som först beskrevs av Walker 1850.  Atylotus albipalpus ingår i släktet Atylotus och familjen bromsar. Inga underarter finns listade i Catalogue of Life.